# Botervissen
Botervissen (Pholidae) vormen een familie van vissen die tot de orde van baarsachtigen (Perciformes) behoren. Het zijn langgerekte vissen tussen de 8 en 46 cm, die gevonden worden in het noorden van de Grote Oceaan en de Noordelijke IJszee gevonden en er zijn twee soorten in de Atlantische Oceaan. Ze bewonen getijdewateren en voeden zich met kreeftachtigen en weekdieren. 

## Geslachten
Volgens FishBase zijn er drie geslachten, waarin de volgende 15 soorten zijn ingedeeld:
- Apodichthys (oosten Grote Oceaan)
- Pholis (9 soorten in de Grote Oceaan, 2 soorten in de Atlantische Oceaan)
- Rhodymenichthys (noorden Grote Oceaan)